# St. Klemens (Poltringen)

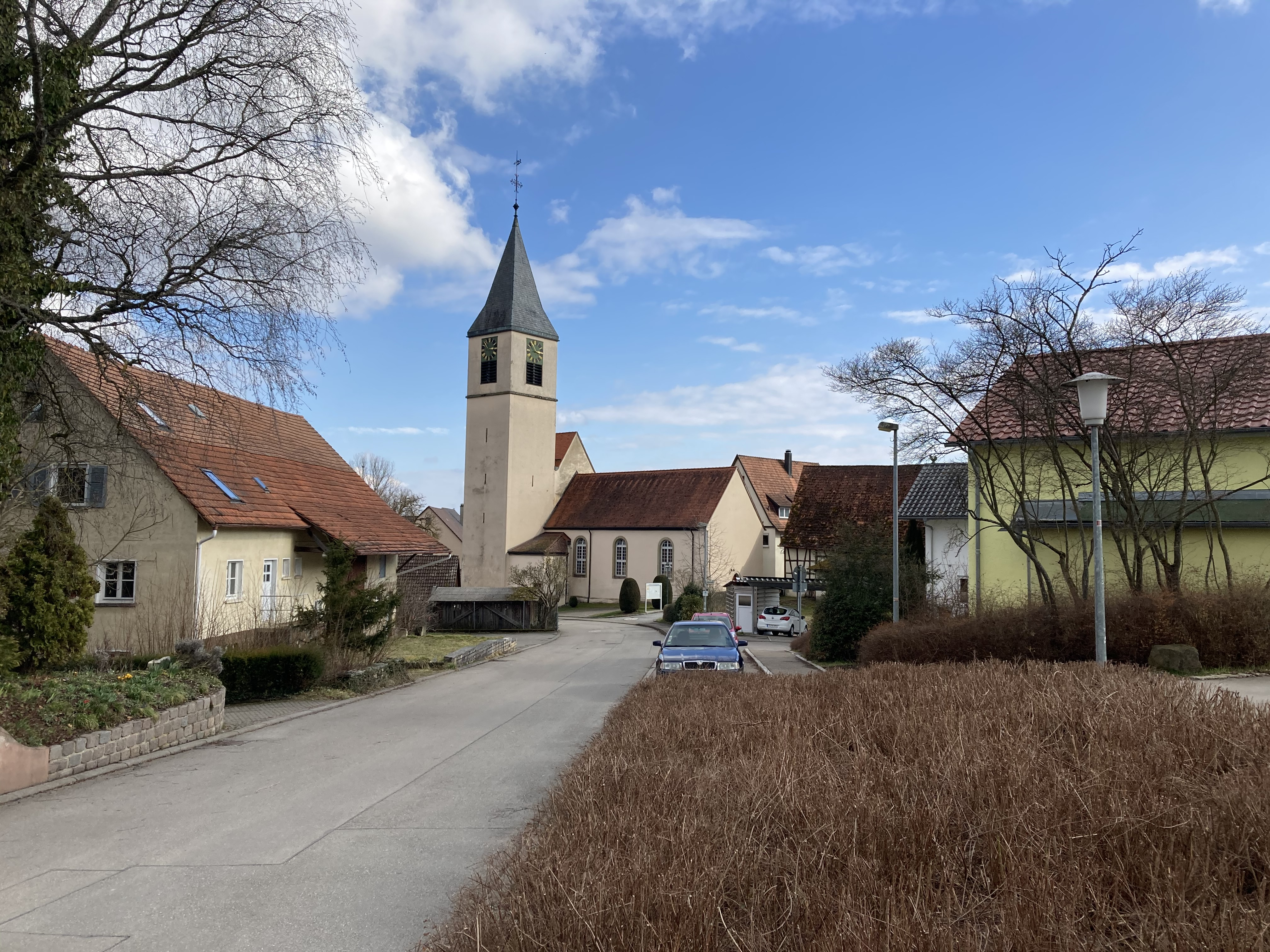
St. Klemens in Poltringen

Die römisch-katholische Filialkirche St. Klemens steht in Poltringen, einem Gemeindeteil von Ammerbuch im Landkreis Tübingen von Baden-Württemberg. Sie gehört zur Pfarrei von St. Stephanus. Das Bauwerk ist beim Landesamt für Denkmalpflege Baden-Württemberg als Kulturdenkmal eingetragen.

## Beschreibung
Die Saalkirche wurde mit den Resten eines romanischen Vorgängerbaus errichtet. Sie besteht aus einem Langhaus, einem eingezogenen, dreiseitig geschlossenen Chor im Osten und einem Chorflankenturm an der Nordwand des Chors, dessen oberstes Geschoss die Turmuhr und den Glockenstuhl mit zwei Kirchenglocken beherbergt und der mit einem spitzen Pyramidendach bedeckt ist. 
Die Deckenmalerei im Innenraum stammt aus dem 19. Jahrhundert. Auf dem neugotischen Altar befindet sich eine gotische Kreuzigungsgruppe. Die Orgel wurde 1990 errichtet. Sie wird bei Stehle Orgelbau als Opus 201 genannt.